# 崔福生
崔福生（1931年7月8日—2013年12月26日 ），台灣電影演員，北京人。

## 生平
1949年，崔福生任職中華民國空軍大鵬話劇隊演員。1958年，崔福生就讀政治作戰學校影劇系，1962年畢業。
1967年，崔福生以《貞節牌坊》獲得第5屆金馬獎最佳男配角。1968年，崔福生以《路》獲第6屆金馬獎最佳男主角。
2013年12月26日凌晨，崔福生在家中病逝，享壽82歲。據崔福生家人表示他已中風十多年，9月13日意識不清，住院檢查後發現器官遭感染需洗腎，25日晚間他不停咳嗽，接著又嘔吐、嘴唇發白，未及送醫便於家中辭世。

## 演出作品

### 電影
- 1964 《養鴨人家》  Beautiful Duckling
- 1965 《雷堡風雲》  An Unseen Trigger-Man
- 1966 《還我河山》  Fire Bulls
- 1966 《貞節牌坊》  The Monument of Virtue
- 1967 《貂蟬》  Diau Charn
- 1967 《挑女婿》  The Double Wedding
- 1967 《日出日落》
- 1968 《路》  The Road
- 1968 《大瘋俠》  Crazy Swordsman
- 1968 《紅衣俠女》  Sword of Endurance
- 1969 《玉觀音》  Jade Goddess
- 1969 《武士盟》  Sworn Chivalries
- 1969 《黑帖》  Black Invitation
- 1969 《恨你入骨》  I Hate You Deeply
- 1969 《神劍雙鳳》  Magic Sword
- 1969 《路客與刀客》  From the Highway
- 1969 《今天不回家》  Accidental Trio
- 1970 《高山青》  The Evergreen Mountains
- 1970 《家在台北》  Home Sweet Home
- 1970 《春梅》  The Unknown Man
- 1970 《緹縈》  The Story of Tin-ying
- 1970 《薛剛大鬧花燈》
- 1970 《百萬新娘》  Million Dollar Bride
- 1970 《一封情報百萬兵 》  Unforgotten Ones
- 1970 《金葉子》  Revenge of a Beautiful Ghost
- 1970 《我要結婚》  Beautiful Dreamer
- 1970 《當你離家時》
- 1970 《再見阿郎》  Good bye! Darling
- 1970 《寇三娘》  Kau Sam Neang
- 1970 《魏徵斬龍》  Way Ching Killed the Dragon
- 1970 《樊梨花移山倒海》
- 1971 《大漠英雄傳》  Unsung Heroes of the Wilderness
- 1971 《郎變了》
- 1971 《紅鬍子》  Redbeard
- 1971 《落鷹峽（英语：The Ammunition Hunters）》  The Ammunition Hunters
- 1971 《怒山驚魂》  The Desperate Chase
- 1971 《新羅生門 》  New "Lou Sheng Men"
- 1971 《小人物出頭記》  The Success of an Unknown Man
- 1971 《劍》  The Sword
- 1971 《妙極了》  The Fake Tycoon
- 1971 《愛你一萬倍》
- 1972 《大盜》  The Fast Fists
- 1972 《女拳師》  A Girl Fighter
- 1972 《血豹》  Blood Leopard
- 1972 《秋瑾》  Dragon fist
- 1972 《鐵拳爭霸》  Iron-punch Contest
- 1972 《鐵掌穿腸腿》  Struggle for Avengence
- 1972 《血濺虹橋》
- 1973 《我父、我夫、我子》  My Father, My Husband, My Son
- 1973 《糊塗大將軍》  The Unscrupules General
- 1974 《英烈千秋》  The Everlasting Glory
- 1974 《神出鬼沒女煞星》  The Female Chivalry
- 1974 《雙龍谷》  Valley of the Double Dragon
- 1974 《大地龍蛇》
- 1974 《杯酒高歌》
- 1974 《大通緝令》  The Big Raid
- 1974 《近水樓台》  First Come First Love
- 1974 《婚姻大事》  The Marriage
- 1974 《霹靂小子》  The dauntless Bumpkin
- 1975 《八國聯軍》  Spiritual Fists
- 1975 《女兵日記》  The Chinese Amazons
- 1975 《小山東到香港》  Shantung Man in Hong Kong
- 1975 《風鈴風鈴》  Love Rings a Bell
- 1976 《黑龍會》  Spy Ring Kokuryukai
- 1976 《海韻》  Rhythm of the Wave
- 1976 《狼牙口》  The Venturer
- 1976 《君子好逑》
- 1976 	《八百壯士》
- 1977 《手足情深》  Brotherly Love
- 1977 《風雨朝陽》
- 1978 《天下無敵》
- 1978 《李世民遊地府》
- 1979 《踏浪而來》
- 1979 《尋夢的孩子》
- 1979 《難忘的一天》
- 1979 《痳瘋女 》
- 1979 《小城故事》  The Story of a Small Town
- 1980 《原鄉人》  My Native Land
- 1980 《天涼好個秋》
- 1980 《皇天后土》  The Coldest Winter in Peking
- 1981 《龍的傳人》  The Land of the Brave
- 1981 《花飛花舞花滿城》
- 1981 《又見春天》  Once Again with Love
- 1981 《玉劍飄香》  The Flower, the Killer
- 1981 《假如我是真的》  If I Were for Real
- 1981 《就是溜溜的她》 Lovable You 飾演 文琦之父-潘龍川
- 1982 《鞦韆上的小精靈》
- 1982 《大小濟公》  The Great Two Genii
- 1982 《在那河畔青草青》  Green Green Grass of Home 飾演 學生家長
- 1983 《兒子的大玩偶》  The Sandwich Man
- 1983 《我的兒子彬彬》
- 1983 《小畢從軍去》
- 1983 《小畢的故事》  Growing Up 飾演 小畢繼父-畢大順
- 1984 《霧裡的笛聲》  Nature Is Quiet Beautiful
- 1986 《唐山過台灣》  The Heroic Pioneers
- 1986 《曾文溪之戀》
- 1986 《八二三炮戰 (電影)》
- 1987 《尼羅河女兒》  Daughter of the Nile
- 1991 《官兵捉強盜》

### 電視劇
- 台視《中國民間故事》
- 台視《鐵血柔情》
- 台視《秋水長天》
- 台視《不要說再見》
- 台視《星星知我心》
- 台視《星星的故鄉》
- 台視《春去春又回》
- 台視《飛越生命線》
- 台視《玫瑰人生》
- 中視《鋤頭博士》
- 中視《廈門新娘》
- 中視《回首天已藍》

## 獲獎
- 第5屆金馬獎最佳男配角
- 第6屆金馬獎最佳男主角

## 外部連結
- 崔福生在互联网电影资料库（IMDb）上的資料（英文）（英文）
- 崔福生在香港影庫上的簡介
- 崔福生在时光网上的簡介（简体中文）
- 崔福生在豆瓣上的资料（简体中文）